# Irene Salzmann
Irene Salzmann, geb. Schönherr (* 5. Juni 1927; † 9. März 2020), war eine deutsche Eiskunstläuferin und Eiskunstlauftrainerin, die als Begründerin der Chemnitzer Paarlauftradition gilt.

## Leben
Größter Erfolg von Irene Salzmann als aktive Eiskunstläuferin war – gemeinsam mit Jutta Müller, damals noch Seyfert – der Gewinn der DDR-Meisterschaft 1949 in Oberhof im Paarlaufen der Damen. 
Als Trainerin beim SC Karl-Marx-Stadt begründete sie Ende der 1950er Jahre die Chemnitzer Paarlauftradition. Zu ihren bekanntesten Schützlingen zählen ihr Sohn Axel Salzmann, der zunächst zusammen mit Monika Helbig, später als verheiratete Scheibe selbst erfolgreiche Chemnitzer Paarlauftrainerin, lief und bei den Olympischen Winterspielen 1972 gemeinsam mit Annette Kansy in Sapporo den achten Platz erreichte. Die Olympiazweiten der Olympischen Winterspiele 1976 von Innsbruck, Rolf Oesterreich und Romy Kermer, waren bis 1972 von ihr betreut, bevor sie zum SC Dynamo Berlin wechselten. Ihr erfolgreichstes Paar waren Tassilo Thierbach und Sabine Baeß, die bei den Eiskunstlauf-Weltmeisterschaften 1982 in Helsinki als erste DDR-Sportler den Titel erringen konnten und zudem zweimal (1982 in Lyon und 1983 in Dortmund) zur Europameisterschaft liefen. 1987 ging sie in den Ruhestand.
Für ihr Lebenswerk wurde sie 2006 mit dem Chemmy geehrt.